# Johann Ludwig Nöthiger

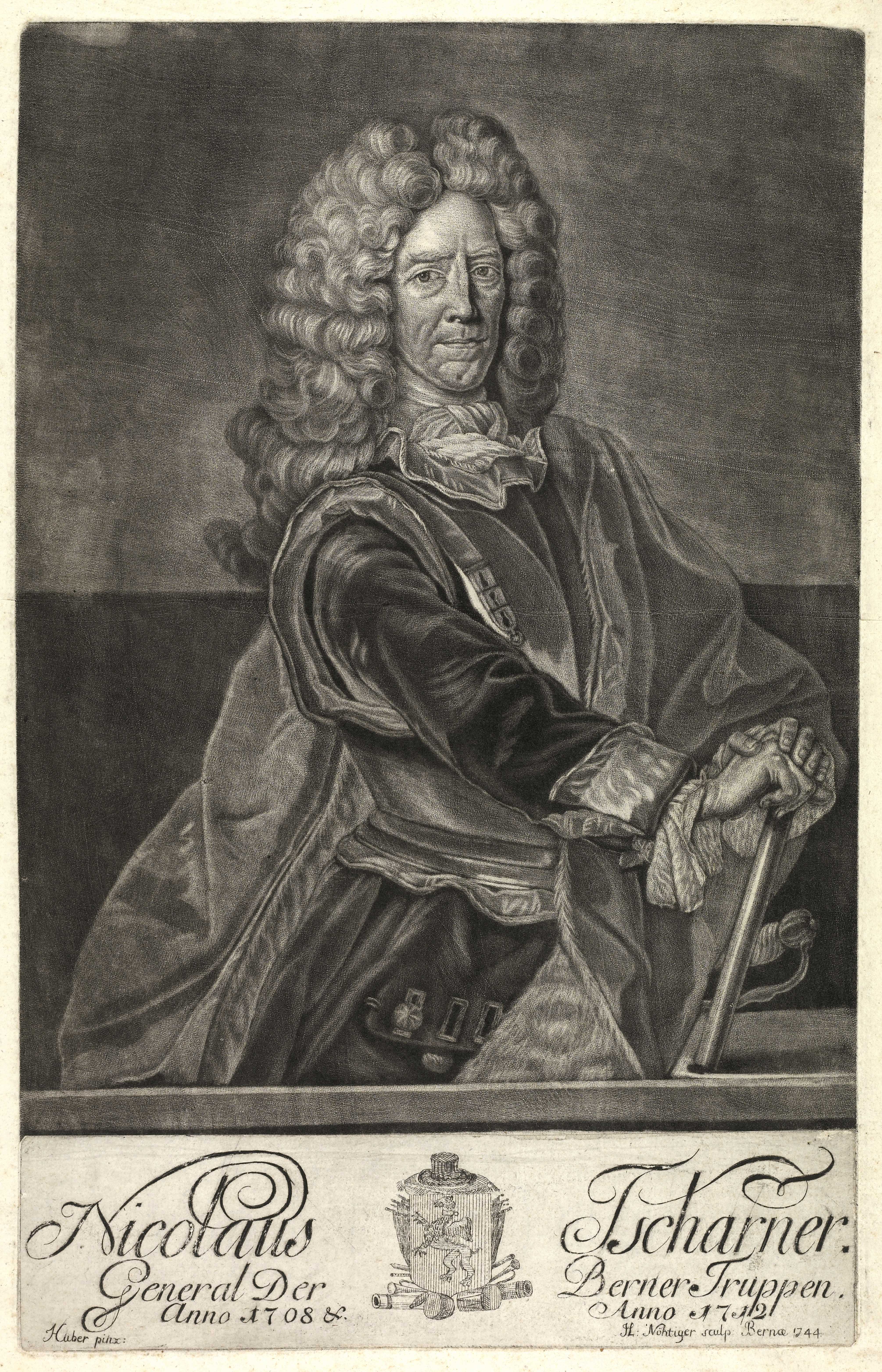
Niklaus Tscharner, Schabkunstblatt von Johann Ludwig Nöthiger nach Johann Rudolf Huber (1744)

Johann Ludwig Nöthiger (* 1719; † 21. Januar 1782) war ein Schweizer Kupferstecher.
Johann Ludwig Nöthiger, Sohn des Kommissärs Niklaus Nöthiger und der Salome Bürki, war in Bern tätig. Er war in erster Ehe verheiratet mit Magdalena Freudenberger und in zweiter Ehe mit Rosina Elisabeth Wyss. Im Äusseren Stand bekleidete er das Ehrenamt des Landvogts von Bottenstein. Ab 1761 amtete er als Zöllner am Golatenmatttor in Bern. Er gab 1741 bis 1742 eine Reihe von Schabkunstblättern nach Gemälden von bernischen Schultheissen heraus. Später folgte eine Reihe von Ansichten staatlicher und herrschaftlicher Bauten in der Stadt und Republik Bern. Bekannt sind auch einige Porträtblätter bernischer Geistlicher wie Johann Heinrich Ringier, Johann Georg Altmann oder des Malers Tobias Laub.